# Hříchy pro pátera Knoxe
Hříchy pro pátera Knoxe [nokse] jsou československý televizní seriál režiséra Dušana Kleina z roku 1992 na motivy stejnojmenné knihy Josefa Škvoreckého. Jedná se o sérii detektivních příběhů, natáčených v přímém přenosu a s interaktivní soutěží pro diváky, kteří mohli (a měli) hádat pachatele; v každém příběhu jeho autoři záměrně poruší jedno z pravidel Desatera pátera Knoxe, která jsou podle Ronalda Knoxe základem čistoty detektivního žánru. Ve studiu vystupuje v roli průvodkyně Zlata Adamovská, jež zároveň v příbězích ztvárnila postavu zpěvačky.
V roce 1995 bylo natočeno volné pokračování Hříchy pro diváky detektivek.

## Desatero pátera Knoxe
1. Zločinec musí být někdo, o němž je zmínka brzo na začátku příběhu.
2. Všechny nadpřirozené nebo nepřirozené faktory jsou zcela vyloučeny.
3. Není přípustná víc než jedna tajná místnost nebo tajná chodba; i ta je přípustná pouze tehdy, odehrává-li se děj ve stavbě, kde lze takové zařízení předpokládat.
4. Nesmí být použito žádného „dosud neobjeveného“ jedu ani přístrojů a metod, které vyžadují dlouhého vědeckého vysvětlování na konci příběhu.
5. V příběhu nesmí vystupovat žádný Číňan. (Tohle není projev rasismu dobrého pátera, jen výraz dobové averze proti nejzprofanovanější rekvizitě šestákových detektivek.)
6. K řešení nesmí detektivovi dopomoci náhoda, ani nesmí být veden nevysvětlitelnou intuicí.
7. Pachatelem nesmí být sám detektiv.
8. Detektiv nesmí odkrýt žádnou stopu, aniž ji hned odhalí také čtenáři.
9. Duchem chudý přítel detektivův, jeho watson, nesmí zatajit žádné myšlenky, které se mu honí v hlavě; musí mít inteligenci mírně, ale jen velmi mírně podprůměrnou.
10. Nesmí se vyskytovat dvojčata nebo dvojníci.[2]

## Obsazení
- Zlata Adamovská – zpěvačka Eva Adamová
- Petr Kostka – kapitán Malina
- Vladimír Dlouhý – poručík Kolín
- Jan Kanyza – detektiv
- Pavel Zedníček – detektiv
- Eugen Jegorov – saxofonista

…a další

## Seznam dílů
1. Intimní záležitost
2. Omyl v lázních
3. Otázka alibi
4. Justiční omyl
5. Proč tolik nebožtíků?
6. Ruce s dlouhými prsty
7. Ženské za volantem
8. Podzimní romance
9. Mezi námi děvčaty
10. Třetí vrchol trojúhelníku